# Aldo Mantovani
(Aldo Mantovani, detto Bubbolo. 1930 c.a.)
Aldo Mantovani detto Bubbolo (Siena, 4 dicembre 1891 – Siena, 12 dicembre 1959) è stato un fantino italiano.
Bubbolo ha vinto il Palio di Siena in quattro occasioni, riuscendo nel difficile compito di vincere a distanza di vent'anni: la sua prima vittoria è del 1911, l'ultima è del 1931.

## L'accoltellamento nel 1919
La sua fama si lega anche ad eventi più prettamente di cronaca. Il più rilevante si collega ad un Palio assai cruento: quello del 16 agosto 1919, che culminò con l'accoltellamento di Bubbolo da parte di un contradaiolo della Selva, contrada per la quale il fantino aveva corso il Palio.
Il prologo del fattaccio si ebbe, con tutta probabilità, nel Palio di luglio di quell'anno, vinto dal Leocorno con Cispa su Giacca. Avendo vinto una contrada piccola, i soldi giunti alle consorelle furono pochi: e infatti la mancia data da Bubbolo al barbaresco della Selva, tale Calvani, fu alquanto misera e suscitò il malcontento del selvaiolo, che non credette alla buona fede del fantino, ritenendo che si fosse tenuto per sé la maggior parte della somma.
Al Palio dell'Assunta i migliori cavalli toccarono alla Selva ed alla Tartuca. La dirigenza selvaiola cercò di ingaggiare nuovamente Bubbolo il quale, probabilmente per gli screzi con il Calvani, preferì accettare l'offerta della Tartuca, provocando le ire dei selvaioli. Dopo la prima prova, corsa da un giovane, nella Selva arrivò il blasonato Nappa, il quale però fu subito sostituito perché ritenuto venduto alla Tartuca. Alla provaccia a vestire il giubbetto arancio-verde fu così il giovane Randellone. Questi, forse per precise indicazioni della dirigenza selvaiola, durante la corsa provocò in maniera palese Bubbolo.
I due, scesi da cavallo, se le diedero di santa ragione scatenando una rissa che coinvolse molti contradaioli della Selva e della Tartuca. In seguito a questi fatti, per evitare ulteriori tumulti, le autorità decisero di squalificare immediatamente i due fantini. Le due contrade furono costrette a cercare in fretta una nuova monta. Nella Selva arrivò subito Domenico Leoni detto Moro, a conferma che il lavoro fatto da Randellone era ben studiato e finalizzato ad estromettere dalla carriera il temibile Bubbolo. La Tartuca ingaggiò Picino. La notizia della squalifica fu presa molto male da Bubbolo, che era sicuro di vincere. Poco prima dell'ingresso in Piazza del corteo storico, il fantino si recò insieme ad alcuni congiunti nella Selva. Arrivato a destinazione, il piccolo gruppo si trovò di fronte un manipolo di selvaioli, tutti ben conosciuti dallo stesso Bubbolo.
La discussione presto degenerò: volarono pugni, calci, bastonate, fino al momento in cui sbucò l'ex barbaresco Calvani, il quale sferrò una coltellata al fantino, forse per vendicarsi dei fatti del luglio precedente. Ben presto la rissa si placò, anche perché il Palio incombeva. Mentre Bubbolo si trovava in ospedale in gravi condizioni, la Selva vinse il Palio davanti alla Tartuca. Ma insieme con il drappellone, arrivarono in contrada anche i carabinieri, i quali arrestarono il Calvani e prelevarono alcuni dirigenti selvaioli, che furono sentiti come testimoni dei fatti. Il Calvani restò per qualche tempo in carcere; in seguito gli fu riconosciuta l'attenuante della provocazione.
La vicenda dell'accoltellamento di Bubbolo è rimasta nella storia del Palio. Ancora oggi infatti, fra i vecchi contradaioli, è d'abitudine dire al proprio fantino: "Occhio, perché se non fai il tuo dovere, ti si fa quello che fecero i selvaioli a Bubbolo nel 1919...".
Nel corso degli anni precedenti a questi eventi, Bubbolo si era reso protagonista di alcune risse che ebbero risalto nelle cronache dell'epoca.

## Presenze al Palio di Siena
Le vittorie sono evidenziate ed indicate in neretto.
| Palio             | Contrada     | Cavallo                     |
| ----------------- | ------------ | --------------------------- |
| 13 settembre 1910 | Drago        | Grigio di O. Fontani        |
| 2 luglio 1911     | Lupa         | Baio di A. Rosi             |
| 16 agosto 1911    | Drago        | Baio di G. Pianigaini       |
| 2 luglio 1912     | Pantera      | Sauro di C. Donatelli       |
| 16 agosto 1912    | Istrice      | Grigio di C. Donatelli      |
| 2 luglio 1913     | Valdimontone | Baio di C. Capperucci       |
| 17 agosto 1913    | Drago        | Grigio di A. Rosi           |
| 25 settembre 1913 | Drago        | Baio di C. Capperucci       |
| 2 luglio 1914     | Drago        | Baio di P. Neri             |
| 16 agosto 1914    | Tartuca      | Baio di M. Busisi           |
| 2 luglio 1919     | Selva        | Baio di G. Felici           |
| 17 agosto 1920    | Lupa         | Sauro di A. Mariani         |
| 16 agosto 1921    | Torre        | Sauro dei Fratelli Pepi     |
| 2 luglio 1922     | Istrice      | Grigio di A. Papi           |
| 16 agosto 1922    | Civetta      | Esperta                     |
| 16 agosto 1924    | Istrice      | Morello di F. Rosi          |
| 2 luglio 1925     | Istrice      | Grigio di G. Roggi (scosso) |
| 16 agosto 1925    | Pantera      | Morello di O. Fiaschi       |
| 2 luglio 1926     | Pantera      | Giacca                      |
| 16 agosto 1926    | Torre        | Baio di A. Mantovani        |
| 14 settembre 1928 | Selva        | Fiorello                    |
| 2 luglio 1929     | Lupa         | Orfanella (scosso)          |
| 16 agosto 1929    | Drago        | Lina                        |
| 16 agosto 1930    | Drago        | Baio di G. Barbarulli       |
| 16 agosto 1931    | Oca          | Tordina                     |
| 3 luglio 1932     | Oca          | Melagre                     |
| 16 agosto 1932    | Oca          | Girardengo II               |
| 16 agosto 1933    | Leocorno     | Ioris                       |
| 2 luglio 1935     | Leocorno     | Masina                      |
| 2 luglio 1936     | Leocorno     | Norina                      |